# Samalete
Samalete (Samaleten) ist ein osttimoresischer Suco im Verwaltungsamt Railaco (Gemeinde Ermera).

## Geographie
Vor der Gebietsreform 2015 hatte Samalete eine Fläche von 9,97 km². Nun sind es 6,12 km². Der Suco liegt im Osten des Verwaltungsamts Railaco. Westlich liegen die Sucos Taraco, Deleso und Railaco Leten. Im Osten grenzt Samalete an die Gemeinde Aileu. Im Nordosten an das Verwaltungsamt Laulara mit seinem Suco Fatisi und im Südosten an das Verwaltungsamt Aileu mit seinem Suco Seloi Craic. Im Suco liegen die Dörfer Rihiu, Eraulo, Tunlero (Tumlero) und Leburema' (Leborema). In Leburema gibt es eine Grundschule, die Escola Primaria No. 248 Samalete.
Im Suco befinden sich die drei Aldeias Aiurlala, Eraulo und Leburema.

## Einwohner

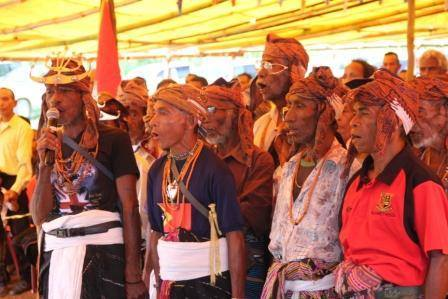
In Samalete (2016)

Im Suco leben 1.250 Einwohner (2022), davon sind 638 Männer und 612 Frauen. Im Suco gibt es 200 Haushalte. Knapp 58 % der Einwohner geben Tetum Prasa als ihre Muttersprache an. 41 % sprechen Mambai.

## Geschichte
1975 flohen 70 Einwohner der Sucos von Taraco und Samalete nach Einschüchterungen durch UDT-Anhänger in die Wälder. Zur selben Zeit wurden sieben UDT-Mitglieder von FRETILIN-Anhängern ermordet. Die Ermordeten sollen selbst an Morden an FRETILIN-Anhängern beteiligt gewesen sein. Aus Rache wurde später wiederum ein FRETILIN-Anhänger durch UDT-Mitglieder umgebracht.
1992 wurden die Einwohner von Eraulo auf die Insel Atauro zwangsumgesiedelt. Begründet wurde dies damit, dass sie angeblich Familienmitglieder hatten, die in den Wäldern Zuflucht suchten. Innerhalb von zwei Monaten starben drei der Zwangsdeportierten.
Am 6. Februar 2013 brannten Unbekannte fünf Häuser nieder und brachten drei Menschen um. Auch ein Angreifer starb. Die Polizei nahm daraufhin 34 Verdächtige fest.

## Politik

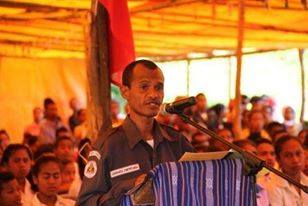
Vasco Soares (2016)

Bei den Wahlen von 2004/2005 wurde António Piedade zum Chefe de Suco gewählt. Bei den Wahlen 2009 gewann Vasco Soares und 2016 António Filipe dos Santos.